# 英雄傳說 (遊戲)
《英雄傳說》（又译作）是由日本Falcom开发的一款電子角色扮演遊戲。这个游戏是Dragon Slayer系列的第六代第一部作品，同时是英雄传说系列的第一代第一部作品。

## 劇情大綱
十年前法倫王國遭怪物入侵，殺害了國王阿斯艾爾。由於賽里歐斯王子年幼，於是由大臣亞克達姆管理國政，直到王子長大時再繼承王位。
然而在賽里歐斯王子16歲的生日時，如十年前一般再次出現怪物再度入侵。在絕處逢生後得知了這兩次的事件都是亞克達姆大臣的陰謀。為了報殺父之仇以及奪回法倫王國，王子在各地號召了義勇軍，踏上了復國的漫長道路。

## 开发与发行
最初于1989年在NEC PC-8801平台上发行。在接下来的几年中，它还移植到NEC PC-9801、MSX2、X68000、Mega Drive、超级任天堂和PC Engine等平台上。在PlayStation Portable复刻版《英雄传説IV 朱红的泪》的发行前，该系列只有这款游戏在美国发行。
1995年，《Dragon Slayer英雄传说》BS卫星下载版专门在日本市场通过超级任天堂Satellaview发布。1998年，《英雄傳說》与《英雄傳說II》的复刻合集版在PlayStation与世嘉土星平台上发行。
游戏音乐由Falcom Sound Team jdk成员石川三惠子和川合将明创作。PC Engine/TurboGrafx-16版的游戏音乐则由米光亮编曲。

## 评价
1993年1月，《Electronic Games》杂志对TurboGrafx-CD版提名为1992年度多媒体游戏奖。